# Bålsta HC
Le Bålsta HC est un club de hockey sur glace de Bålsta en Suède. Il évolue en Division 1, troisième échelon suédois.

## Historique
Le club a été créé en 1991.

## Palmarès
- Aucun titre.